# Belisama
Belisana é também um gênero de aranha (Pholcidae).
No politeísmo céltico, Belisama ou Bηλησαμα (Bēlēsama) era uma deusa cultuada na Gália e Britânia. Estava ligada aos lagos e rios, ao fogo, às técnicas e à luz. Belisama estava identificada à Minerva/Atena e tinha sido comparado à Brígida. Tinha sido reivindicada ser a consorte de Belenus, com quem ela compartilhava certos atributos. O nome dela tinha sido interpretado significar a "luminosidade do verão".[carece de fontes?]

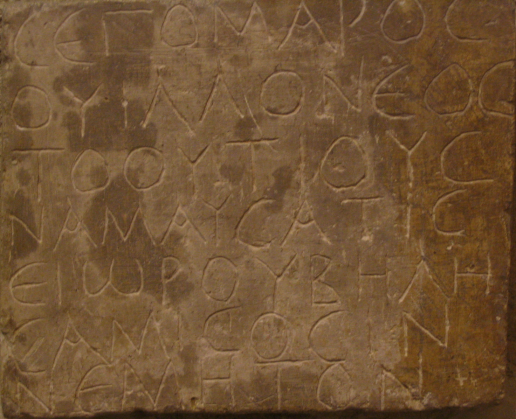
RIG G-172 inscrição: СΕΓΟΜΑΡΟС/ ΟΥΙΛΛΟΝΕΟС/ ΤΟΟΥΤΙΟΥС/ ΝΑΜΑΥСΑΤΙС/ ΕΙѠΡΟΥ ΒΗΛΗ/СΑΜΙ СΟСΙΝ/ ΝΕΜΗΤΟΝ.

Uma inscrição gaulês encontrada em Vaison-la-Romaine na Provença mostra que um nemeton era dedicado a ela:
Segomaros Ouilloneos tooutious Namausatis eiōrou Bēlēsami sosin nemēton
"Segomarus Uilloneos, cidadão [toutius] de Namausus, dedicado a este santuário [nemeton] à Belesama"
Uma inscrição em Latim de Saint-Lizier, Aquitânia (na antiguidade, Consoranni) associa ela à Minerva:
Minervae / Belisamae / sacrum / Q(uintus) Valerius / Montan[us] / [e]x v[oto?]

## Nomes de lugares
O rio Ribble na Inglaterra era conhecido pelo nome de Belisama nos tempos romanos. Ptolemeu lista um estuário Belisama nas coordenadas que correspondem à boca do Ribble.[carece de fontes?]
- Beleymas
- Bellême